# Rodrick Kuku Ndongala
Rodrick Kuku Ndongala né le 6 avril 1994 à Kinshasa est un judoka congolais (RDC). Il a participé aux Jeux olympiques de 2016 à Rio de Janeiro au Brésil, éliminé dès le second tour dans la catégorie −66 kg par Wander Mateo (en),.